# Ян из Мельштына
Ян «Ясько» из Мельштына (Мельштынский) (ум. 1380/1381) — польский государственный и военный деятель, ловчий краковский (1335—1339), каштелян войницкий (1343—1345), воевода сандомирский (1360—1361), каштелян краковский (с 1366). Основатель рода Мельштынских.

## Биография
Представитель польского шляхетского рода Мельштынских герба «Лелива». Старший сын каштеляна краковского Спицимира Леливита (ок. 1300 — ок. 1352) и Станиславы из Богория (ум. 1352). Младший брат — Рафаил (1330—1372/1373), основатель рода Тарновских.
Владелец Мельштына, главный советник короля Казимира Великого (с 1333 года), каштелян войницкий (1343—1345), ловчий краковский (1355—1359), воевода сандомирский (1360—1361), каштелян краковский (1366).
В правление короля Владислава Локетека Ян из Мельштына участвовал в войне между Польшей и Чехией из-за обладания Силезией, затем также сражался в Померании с тевтонскими рыцарями-крестоносцами. В начале правления Казимира Великого (1333) собрание польских дворян избрало Яна Мельштынского опекуном и главным советником нового монарха.
В 1340 году Ян из Мельштына принимал участие в военной экспедиции короля Казимира Великого на Галицко-Волынское княжество, во время которой проявил личную храбрость.

## Семья и дети
Жена — София из Ксёнжа, от брака с которой имел сына и дочь:
- Спытко ІІ из Мельштына (ок. 1364—1399), воевода и каштелян краковский, князь-наместник Подольской земли
- Ядвига (Эльжбета) из Мельштына (ум. после 1404), муж — воевода сандомирский Отто из Пилицы (ок. 1340—1384). Крестная мать великого князя литовского и короля польского Владислава Ягелло.